# Кисловский, Дмитрий Андреевич (генерал)
Дмитрий Андреевич Кисловский (1781—1855) — русский военачальник во время наполеоновских войн, генерал-майор.

## Биография
Из дворянского рода Кисловских, сын обер-офицера Бийского гарнизона.
16 мая 1798 года поступил на службу в Бийский гарнизонный батальон. 1 января 1799 года был произведен в подпрапорщики, 1 февраля 1800 года — в прапорщики. Прослужив в Бийской крепости, 4 ноября 1804 перевелся в Ширванский пехотный полк и был пожалован в подпоручики 23 февраля 1805 года. Переведен в Кременчугский пехотный полк 9 декабря 1806 года и назначен полковым адъютантом 5 апреля 1807 года. Пожалован в поручики 12 августа и в штабс-капитаны 26 декабря 1807 года.
В 1808 году принимал участие в войне со Швецией, был участником осады и взятия крепости Свеаборг, а также сражений при острове Хонго. За отличие награждён орденом Св. Анны 4-й степени (18.08.1808).
Звание капитана было Кисловскому присвоено 29 августа 1810 года; определен в 1-й Санкт-Петербургский учебный батальон 1 февраля 1812 года. Пожалован в майоры 10 марта 1812 года, в подполковники — 6 ноября 1812 года.
Во время Отечественной войны 1812 года Кисловский принимал участие в отражении нашествия наполеоновских войск в битвах при Смоленске, Витебске и Бородино, за что был награждён орденом Святого Владимира 4-й степени с бантом. А за сражение под Вязьмой — орденом Святой Анны 2-й степени. За проявленный героизм в битве на подступах к Смоленску, вблизи посёлка Красный, Дмитрий Кисловский был произведён в полковники.
Принимал участие практически во всех сражениях заграничной компании: 20 апреля 1813 года в сражении при Люцене был ранен пулей в грудь навылет, за отличие награждён орденом Св. Анны 2-й степени с алмазами; в битве под Лейпцигом был ранен в голову палашом, попал в плен, где находился пять дней. Снова встал в строй и проявил героизм при взятии Парижа в 1814 году. За эту операцию был награждён золотой шпагой с надписью «За храбрость».
В звании полковника был назначен 1 июня 1815 года командиром Ревельского 7-го пехотного полка, которым командовал по 6 октября 1822 года. В 1822 году был производен в генерал-майоры. Д. А. Кисловский вышел на пенсию 9 декабря 1827 года: «отставлен за ранами с мундиром и пенсионом полного жалования».
Поселился в пожалованном ему имении Княжое, которое находилось в Ряжском уезде, Рязанской губернии. Также владел здесь имением Воронежские Верхи. Умер в октябре 1855 года.

## Семья
От брака с Евстолией Львовной (27.10.1796—01.07.1836; по одним сведениям — дочь отставного майора Зюзина, по другим — урождённая баронесса Рагозина), имел детей:
- Лев Дмитриевич (1821—1882), полковник,
- Константин Дмитриевич (1826—1831),
- Михаил Дмитриевич (1828—1831),
- Наталья Дмитриевна (1829—1895), в замужестве Андреева,
- Александра Дмитриевна (1834—?),
- Юлия Дмитриевна, с 1866 года замужем за поручиком Алексеем Евстратьевичем Бибиковым (1824—1881).

## Награды
- Награждён орденом Св. Георгия 4-й степени (№ 4057; 26 ноября 1827) и Золотым оружием «За храбрость» (1814).
- Также награждён орденами Св. Владимира 4-й степени с бантом (1812), Св. Анны 2-й степени (1812), Св. Анны 2-й степени с алмазами (1813), серебряной медалью в память Отечественной войны 1812 года и прусским орденом Pour le Mérite (1813). Имел серебряную медаль «За взятие Парижа» в 1814 году.